# Henry Maret
Pour les articles homonymes, voir Maret.
Pour les articles ayant des titres homophones, voir Henri Maret et Henri Marret.
Henry (ou Henri) Louis Charles Maret est un prélat et théologien catholique français, né le 20 avril 1805 à Meyrueis (Lozère), décédé le 16 juin 1884 à Paris. C'est une figure libérale du catholicisme social.

## Biographie
Alors qu'il est séminariste, il s'enthousiasme pour le catholicisme libéral de Lamennais. Ordonné prêtre en 1830, il publie de nombreux articles dans les journaux catholiques : L'Univers, Le Correspondant. Surtout, avec Henri Lacordaire et Frédéric Ozanam, il anime L'Ère nouvelle en 1848-49, journal favorable à la démocratie chrétienne.
Nommé professeur de dogme à la Sorbonne en 1841, il en est doyen de la faculté de théologie en 1853. Dans ses articles, ses ouvrages et ses cours, l'abbé Maret professe un catholicisme libéral : favorable à une Église libre dans une société pluraliste, il promeut aussi l'alliance de la science et de la foi. Ses thèses ecclésiologiques – il réclame plus de concertation au sein de l'Église – l'amènent à devenir le théoricien du néo-gallicanisme et un adversaire résolu du catholicisme intransigeant.

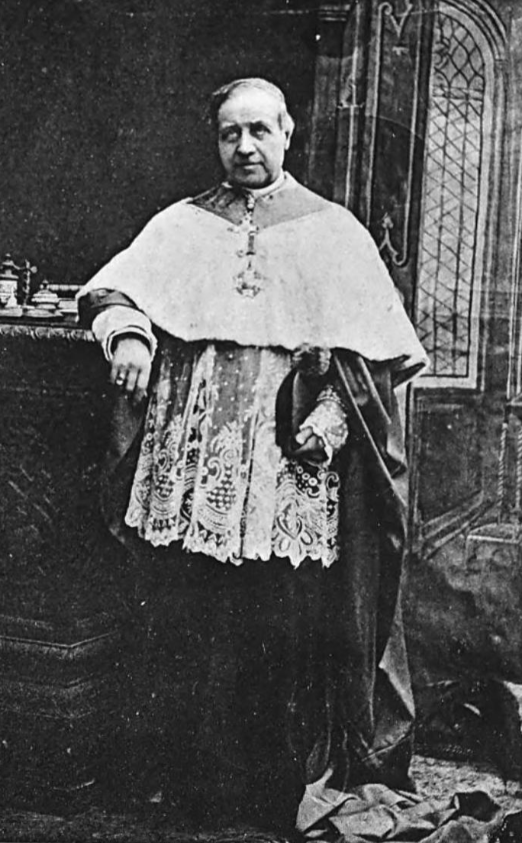
Mgr Maret en cappa magna.

Promu évêque de Vannes par le gouvernement en 1860, Rome s'oppose à cette promotion : après des mois de négociations, il est préconisé évêque in partibus de Sura (de) le 22 juillet 1861 et sacré le 25 août en la chapelle de la Sorbonne par le cardinal Morlot, qui avait sacré la veille Mgr Courtier, évêque de Montpellier. Devenant le jour même chanoine du Chapitre de Saint-Denis, il remercie le 27 août Napoléon III de l'avoir nommé.
Il se révèle très actif lors du Concile de 1870, au sein de la minorité anti-infaillibiliste.
Mgr Maret est élu par ses pairs vicaire général capitulaire du chapitre de Saint-Denis le 8 juin 1871. Il rédige le 8 février 1872 un mandement de Carême rendant hommage à son dernier primicier, Mgr Darboy, martyr de la Commune le 24 mai 1871 et dont la mort avait mis un terme à la grande-aumônerie. Défendant cependant depuis 1871 la subsistance du chapitre de Saint-Denis, il en est finalement nommé primicier le 25 novembre 1873 par le maréchal de Mac-Mahon. Après d'interminables atermoiements, il est finalement installé canoniquement par le pro-nonce, le cardinal-prince Chigi, le 11 février 1874, et fait retirer ensuite, en guise de reconnaissance envers le pape Pie IX, des librairies les exemplaires de son ouvrage Du Concile général et de la paix religieuse. Il consacre le nouveau maître-autel de la basilique le 7 octobre 1875, en l'honneur de la Sainte Trinité et du Sauveur, et le lendemain celui de la Confession de saint Denys qu'il venait de faire restaurer, et le nonce apostolique célèbre le 10 une messe pontificale en présence de Henri Wallon, ministre de l'Instruction publique et des Cultes. Il publie le 7 mars 1877 une Ordonnance pour l'observation de la discipline du chœur, puis adresse le 25 août 1878 une lettre aux membres de son Chapitre, après avoir reçu le 7 juin 1878 du pape Léon XIII un bref, Cum ex apostolico munere, « en faveur du Chapitre épiscopal et national de Saint-Denys ».
Il est enfin nommé archevêque titulaire de Lépante (de) le 15 septembre 1882.

## Succession apostolique
Henry Maret a ordonné les évêques suivants :
- Cardinal Guillaume-René Meignan (1865)

## Ouvrages
- Essai sur la panthéisme dans les sociétés modernes, Paris, Debécourt, 1840 (2e édition, Méquignon Junior et J. Leroux, 1841, 3e édition, O. Fulgence, 1843)
- Théodicée chrétienne, ou Comparaison de la notion chrétienne avec la notion rationaliste de Dieu, Paris, Méquignon Junior et J. Leroux, 1844. 2e édition, 1850
- Du Concile général et de la paix religieuse, 1869
- La Vérité catholique et la paix religieuse, appel à la raison de la France, 1884
- Le catholicisme et la démocratie, quatre articles publiés dans l'Ere nouvelle d'avril à juin 1848. Réédition aux éditions Le Centurion, collection Écrits brefs, 4 février 2016.  (ISBN 979-1092801354)